# تشوان باغ
تشوان باغ هي قرية في مقاطعة مراغة، إيران. عدد سكان هذه القرية هو 776 في سنة 2006.